# Le Vigeant
Le Vigeant är en kommun i departementet Vienne i regionen Nouvelle-Aquitaine i västra Frankrike. Kommunen ligger i kantonen L'Isle-Jourdain som tillhör arrondissementet Montmorillon. År 2022 hade Le Vigeant 656 invånare.

## Befolkningsutveckling
Antalet invånare i kommunen Le Vigeant
| Referens: INSEE |